# 读体
读体（1601年—1679年），俗姓许，字绍如、见月，云南楚雄人，明朝末年律宗千华派高僧。

## 生平
其早年父母双亡，因念无常为道士。后于剑川赤岩中从一老僧习《华严经》，遂皈依佛教出家。后因景慕寂光法师，从学并受具足戒，代讲《梵网经》。寂光临寂时嘱紫衣并诸部戒本，并绍继其法席。其建石戒坛，开坛说戒。康熙十八年圆寂。

## 著作
著有《毗尼止持会集》、《毗尼作持续释》、《传戒正范》、《大乘玄义》、《沙弥尼律仪要略》等。